# Будущее время
Будущее время, футурум (лат. futurum) — граммема грамматической категории времени, одна из её модальностей, описывающая события и действия после момента речи.
В русском языке будущее время связано с использованием глагола быть в будущем времени (буду, будем; будешь, будете; будет, будут) в рамках составного глагола, вторая часть которого (несущий смысловую нагрузку глагол) может быть только в несовершенной форме. Также возможно использование частицы «бы» для сослагательного наклонения.

## В русском языке
В русском языке существует два вида будущего времени: совершенное и несовершенное.
Будущее совершенное указывает на намерение совершить действие в будущем: выходить (инф.) — выхожу (нас. в.) — выйду (б. в.). Оно может быть образовано добавлением приставки (вы-, за-, на-, по-, с-) к форме настоящего несовершенного времени глагола (обычно без приставки):
- пью — выпью, режу — зарежу, рисую — нарисую, иду (лечу) — пойду (полечу), ем (жгу, жру, шью) — съем (сожгу, сожру, сошью).

Будущее несовершенное указывает на действие, которое будет совершенно в будущем с неопределённым результатом: ходить — хожу — буду ходить. Эта форма образуется с помощью глагола «буду» или (реже) «стану» (ср. will) и неопределённой формы глагола действия.
| Лицо | Ед. ч.                  | Мн. ч.                  |
| ---- | ----------------------- | ----------------------- |
| 1л.  | буду (стану) играть     | будем (станем) играть   |
| 2л.  | будешь (станешь) играть | будете (станете) играть |
| 3л.  | будет (станет) играть   | будут (станут) играть   |

## Будущее время английского языка
В английском языке существуют особые модальные глаголы: will, would, shall, may. Будущее время может быть выражено в четырёх различных аспектных формах глагола:
- Future Simple (простая (неопределённая) форма глагола в будущем): will + I форма глагола [V — do]
- Future Continuous (длительная форма в будущем): will be + ing’овая форма глагола [Ving — doing]
- Future Perfect (совершенная форма в будущем): will have + III форма глагола [Ved, done]
- Future Perfect Continuous (совершенная длительная форма в будущем): will have been + глагол с ing’овым окончанием [doing]

## Будущее время немецкого языка
В немецком языке два будущих времени — Futur (иначе Futurum Ι) и Futurum ΙΙ.
Futurum Ι образуется так: werden + Infinitiv.
Например:
```
Ich werde lernen «Я буду учиться».
```

Для обозначения действия в будущем времени вместо Futurum Ι часто употребляется настоящее время — если в предложении есть обстоятельства времени, указывающие на будущее время, например, bald («скоро»), morgen («завтра»), im nächsten Jahr («в следующем году») и т. п., или если из контекста понятно, что речь идёт о будущем времени:
```
Ich komme bald «Я скоро приду».
```

Futurum II образуется из настоящего время вспомогательного глагола werden и инфинитива II основного глагола. Имеет 2 значения:
1. обозначает предшествующее действие в будущем времени (действие, которое завершится до определенного момента в будущем времени). В этом значении он часто заменяется перфектом;
2. модальное значение: выражает предположение о действии в будущем времени:
  - Bis Montag werden wir den Vertrag abgeschlossen haben.
(= Bis Montag haben wir den Vertrag abgeschlossen) «До понедельника мы заключим договор».
  - Sie wird (gestern) die Arbeit beendet haben «Вероятно, онa (вчера) закончилa работу».